# Jack Griffin

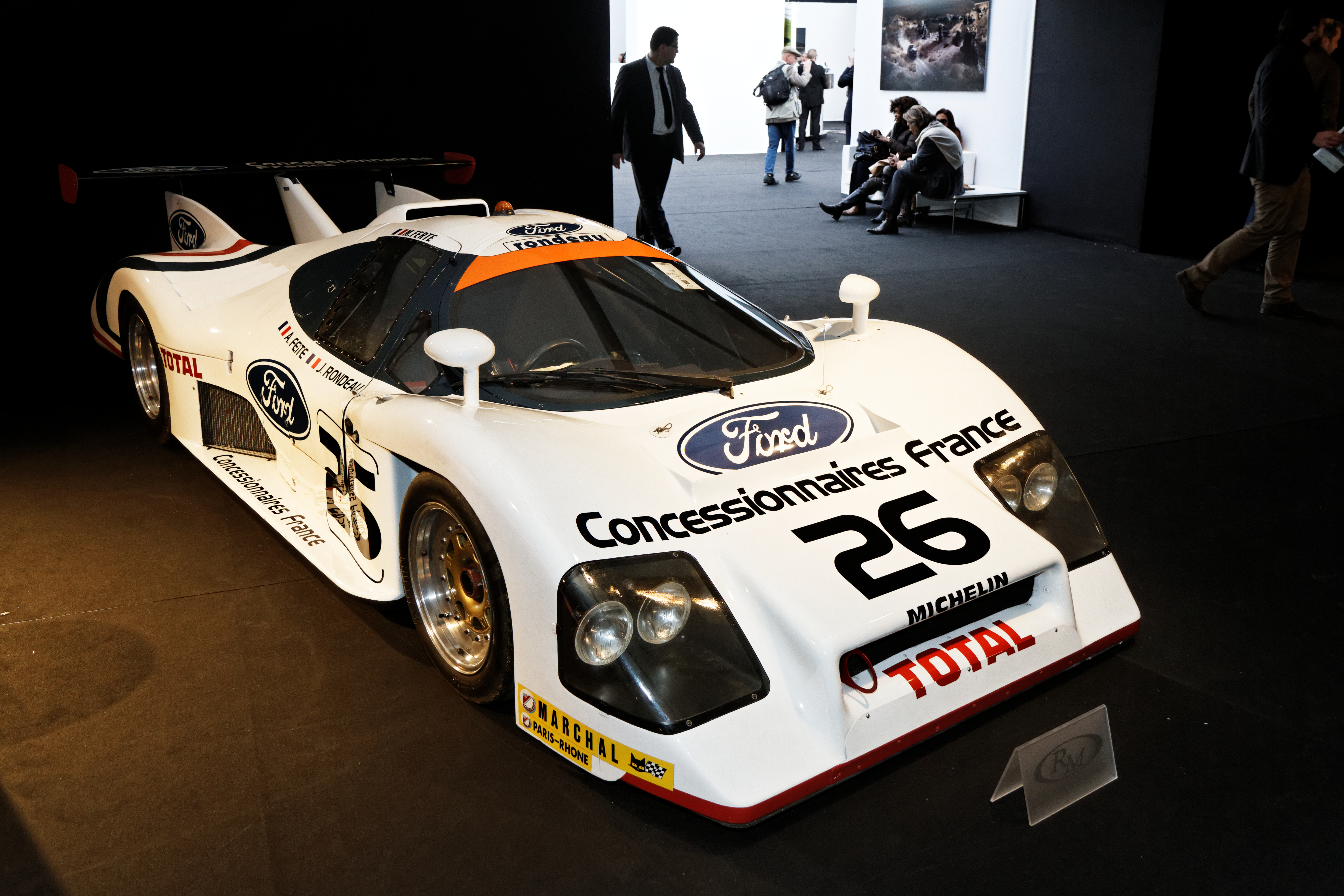
Rondeau M482 wie in Jack Griffin beim 24-Stunden-Rennen von Le Mans 1985 fuhr

Jack Mosley Griffin (* 12. September 1944 in Seymour) ist ein ehemaliger US-amerikanischer Autorennfahrer.

## Karriere im Motorsport
Jack Griffin betritt in den 1980er-Jahren mit mäßigem Erfolg Sportwagenrennen in der IMSA-GTP-Serie. Zweimal kam der US-Amerikaner auch nach Europa und bezahlte für Rennteilnahmen beim 24-Stunden-Rennen von Le Mans. 1984 und 1985 fuhr er so für Christian Bussi in Le Mans; beide Mal fiel er durch technische Defekte vorzeitig aus.
Seine beste Platzierung in der IMSA-GTP-Serie war der 21. Gesamtrang beim 12-Stunden-Rennen von Sebring 1985.

## Statistik

### Le-Mans-Ergebnisse
| Jahr | Team            | Fahrzeug     | Teamkollege     | Teamkollege  | Platzierung | Ausfallgrund  |
| ---- | --------------- | ------------ | --------------- | ------------ | ----------- | ------------- |
| 1984 | Christian Bussi | Rondeau M382 | Christian Bussi | Bruno Ilien  | Ausfall     | Gaspedalbruch |
| 1985 | Christian Bussi | Rondeau M482 | Christian Bussi | Marion Speer | Ausfall     | Aufhängung    |

### Sebring-Ergebnisse
| Jahr | Team           | Fahrzeug            | Teamkollege   | Teamkollege  | Platzierung | Ausfallgrund    |
| ---- | -------------- | ------------------- | ------------- | ------------ | ----------- | --------------- |
| 1983 | Pegasus Racing | Porsche 914/4       | John Zouzelka |              | Ausfall     | Unfall          |
| 1984 | Pegasus Racing | Porsche 935JLP-2    | Marion Speer  |              | Ausfall     | Getriebeschaden |
| 1985 | Team Dallas    | Porsche Carrera RSR | Bobby Hefner  | Skip Winfree | Rang 21     |                 |
| 1986 | Team Dallas    | Porsche Carrera RSR | Bobby Hefner  | Skip Winfree | Ausfall     | Getriebeschaden |